# Nicolae Mărăscu
Nicolae Mărăscu (ur. we wrześniu 1898 w Zworscy zm. w 1938) – rumuński rugbysta, brązowy medalista Igrzysk Olimpijskich 1924 w Paryżu.
Nicolae Mărăscu zadebiutował w reprezentacji Rumunii w 1919 meczu z Francją. Następnie zagrał w obu meczach reprezentacji Rumunii, rozgrywanych w ramach Letnich Igrzysk Olimpijskich 1924. Po igrzyskach zagrał jeszcze raz przeciwko Francuzom w 1927. Ostatni mecz zagrał w 1927 z Czechosłowacją.